# Gmail
Gmail é um serviço de email fornecido pela Google em 2004.. Por padrão, o Gmail está configurado para usar o HTTPS, um protocolo seguro que fornece comunicações autenticadas e criptografadas. Foi anunciado no dia 1 de Abril de 2004.
Tal serviço de webmail revolucionou os demais já existentes. O Gmail oferecia, em seu início, 1 GB de espaço de armazenamento. O Yahoo! Mail e MSN Hotmail, que ofereciam 6 MB e 2 MB, respectivamente, tiveram de rever a questão de espaço disponível para continuarem tendo condições de concorrer comercialmente. O mesmo ocorreu com provedores pagos e gratuitos ao redor do mundo.
Exatamente por esse motivo e para manter o recurso de oferecer mais espaço que a maioria dos provedores, no dia 1.º de Abril de 2005 o sistema lançou seu programa "infinito + 1" e começou a aumentar o espaço de armazenamento. A princípio, a taxa de aumento era de 4 bytes por segundo (aprox. 337 KB/dia) e já chegou a ser de 1 500 bytes por segundo (aprox. 124 MB/dia). Atualmente esta taxa gira em torno de 4 bytes por segundo (aprox. 345 KB/dia ~ 124 MB por ano) e o serviço oferece mais de 10 GB de espaço de armazenamento.
Atualmente, o código que faz o Gmail funcionar é composto de 443 000 linhas de JavaScript (com 978 000 linhas se os comentários forem incluídos). A maior parte foi escrita a mão.
Em outubro de 2012 o serviço da Google obteve aproximadamente 288 milhões de visitantes únicos, contra 286 milhões do serviço da Microsoft (Hotmail) e, em terceiro lugar, ficou o Yahoo! Mail, que obteve 281,7 milhões de visitantes únicos. Em setembro de 2014, hackers divulgaram a senha e o email de mais 5 milhões de usuários do serviço.
Desde Junho de 2015, o Google disponibilizou o recurso de cancelar um e-mail enviado. A opção 'desfazer' ou 'cancelar envio' fica disponível até, no máximo, 30 segundos depois do envio da mensagem.
No dia 6 de Outubro de 2020, a logomarca do Gmail foi alterada, devido a remodelação do Google Workspace (até então G Suíte).

## Criação de conta
Os usuários ao criarem uma conta no Gmail também criam uma Conta Google. É opcional que esta Conta Google use um domínio @gmail.com. O criador pode escolher se quer criar um novonomedeusuário@gmail.com ou usar um e-mail já existente de outro provedor de e-mail para sua nova Conta Google, mas se o utilizador desejar usar Gmail, ou seja, o Gmail em si e todas as suas funções, é obrigatório @gmail.com.
Todo usuário com um endereço de e-mail Gmail tem uma conta do Google, mas nem todos que criam uma conta do Google têm um endereço com o domínio Gmail. O Serviço também não diferencia letras maiúsculas de minúsculas nem pontos no nome de usuário do endereço de e-mail.

## Publicidade e privacidade

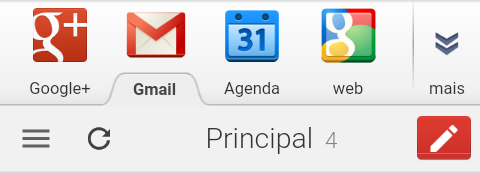
Gmail na versão móvel

Da mesma forma que os congêneres, o financiamento do Gmail é feito por publicidade: pequenos anúncios de texto pagos por empresas ou pessoas interessadas em anunciar os seus produtos. Os links de publicidade são mostrados de forma relevante, ou seja, apenas os que contém algum assunto relacionado com o que está escrito no e-mail é mostrado. Muitas vezes esses links publicitários também não aparecem, por não parecerem relevantes a nenhum anúncio registrado.
Isso tem sido fruto de muita discussão e polémica desde antes de ser lançado. O Google garante privacidade pela sua Política de Privacidade, mas, como o sistema analisa o conteúdo automaticamente das mensagens para exibir publicidade de acordo com os assuntos mencionados na correspondência electrónica existe o receio de tais informações serem armazenadas num banco de dados para posterior envio de spam, ou mesmo com fins de espionagem.
O utilizador interessado em manter a ligação permanentemente criptografada só precisa aceder ao Gmail pelo endereço https://mail.google.com.

### Lista de operadores
| Operador                     | Definição | Exemplo(s)                                  | Menciona |
| from:x                       | Usado para procurar emails enviados por 'x'.                                                                       | from:amy                                    | Procurar emails enviados por amy.                                                                               |
| to:x                         | Usado para procurar emails recebidos de 'x'.                                                                       | to:david                                    | Procurar emails recebidos por david.                                                                            |
| subject:x                    | Usado para procurar emails que contenham 'x' no assunto.                                                           | subject:games                               | Procurar emails que tenham no assunto a palavra 'games'.                                                        |
| x OR y                       | Usado para procurar tanto a informação de 'x' quanto a informação de 'y' 'Obs.: OR deve ser escrito em MAIÚSCULO.' | from:amy OR to:david                        | Procurar emails tanto os recebidos por 'amy' quanto os enviados para 'david'.                                   |
| -x                           | Usado para retirar partes do resultado.                                                                            | subject:games -from:david                   | Procurar emails que tenham 'games' no assunto, porém, que não fossem enviados de 'david'.                       |
| label:x                      | Usado para procurar mensagens em pastas (label).                                                                   | label:works                                 | Procurar emails que estejam na pasta 'works'. 'Obs.: Este operador não retorna emails que não estão em pastas.' |
| has:attachment               | Usado para procurar mensagens que possuem anexos.                                                                  | from:david has:attachment                   | Procurar emails enviados por david e que possuem anexos.                                                        |
| filename:x                   | Usado para procurar emails que possuem anexos com arquivos nomeados 'x' (Ou que seja extensão)                     | filename:PDF                                | Procurar emails que possuem anexos com nome ou extensão que contenha 'PDF'.                                     |
| " " (Aspas Duplo)            | Usado para procurar emails com informações exatas sempre na mesma ordem.                                           | "New WebSite"                               | Procurar emails que possuem em algum lugar do corpo exatamente 'New WebSite'.                                   |
| ( )                          | Usado para procurar emails com informações de um grupo.                                                            | from:david (subject:games OR subject:texts) | Procurar emails enviador por 'david' e que tenham no assunto a palavra 'games' ou 'texts'.                      |
| in:anywhere                  | Usado para procurar emails em qualquer lugar, exceto nos spams.                                                    | in:anywhere                                 | Procurar todos os emails.                                                                                       |
| in:inbox in:trash in:spam    | Usado para procurar emails que estejam na caixa de entrada, na lixeira e nos spams, respectivamente.               | in:trash                                    | Procurar emails que estejam na lixeira.                                                                         |
| is:starred is:unread is:read | Usado para procurar emails marcados como favoritos, não lidos e lidos, respectivamente.                            | is:starred                                  | Procurar emails marcados como favoritos.                                                                        |
| cc:x bcc:x                   | Usado para procurar emails enviados a 'x', como cópia ou cópia ocúlta, respectivamente.                            | cc:david                                    | Procurar emails enviados para 'david' como cópia.                                                               |
| after: before:               | Usado para procurar emails por data. 'Obs.: A data deve ser informada como aaaa/mm/dd'                             | before: 2006/06/29                          | Procurar emails enviados antes de 2006/06/29.                                                                   |

### Plus Mail
O Gmail permite a criação instantânea de endereços de webmail adicionais e descartáveis acrescentando-se um sinal de adição (+) e a palavra desejada entre o nome do usuário e o sinal da arroba (@). O usuário fulano@gmail.com receberá e-mails enviados para fulano + beltrano@gmail.com, por exemplo, e poderá usar filtros para gerenciar as mensagens recebidas pelos endereços adicionais de webmail.

## Gmail para seu domínio
O Gmail também está disponível para utiliza–lo com um domínio personalizado (ex: seu domínio .com.br ou seu domínio .pt). O serviço por enquanto é oferecido apenas de forma restrita, com o preenchimento de um formulário de interesse (que pode ser respondido/atendido ou não). Existem pouquíssimas diferenças do sistema Gmail tradicional (webmails @gmail.com) para o personalizado em um domínio (e-mails @seudominio.com.br). A página de oferta de hospedagem é em inglês, assim como o sistema de administração de contas. Entretanto a interface do webmail de usuários do domínio personalizado é idêntica ao do serviço tradicional do Gmail, permitindo desta forma o uso do Português e de outros idiomas, bem como de outros recursos acima descritos.

## Gmail notifier
O Gmail Notifier é um software oficial de licença freeware produzido pela Google, que funciona nos sistemas operacionais Microsoft Windows (XP ou superior) e no Mac OS (X ou superior).
A ferramenta atua juntamente com o navegador de internet. A sua principal função é notificar o recebimento de novas mensagens de e-mail no Gmail.

## Inbox by Gmail
O Google vem inovando também em novas soluções, a fim de evitar a obsolescência de seus produtos atuais. A nova iniciativa chama-se Inbox, que será um "sistema de e-mails inteligente", com respostas automáticas e recursos que envolvem inteligência artificial.
No dia 12 de Setembro de 2018, a Google anunciou que o Inbox seria descontinuado. O serviço durou até o dia 2 de Abril de 2019, quando sua URL passou a redirecionar ao Gmail.